# Bejgli
A bejgli magyar nevén mákos vagy diós tekercs, tradicionális magyar karácsonyi étel, hagyományosan dióval vagy mákkal, újabban gesztenyével, kakaóval vagy aszalt szilvával töltött édesség, de létezik meggyes-mákos, gesztenyés-szilvás, almás-mákos és káposztás változata is. A népi hiedelem szerint a diót rontás ellen kell enni, a mák pedig bőséget hoz a házhoz. A bejgli tésztája a kalácsfélékhez hasonlóan kelttészta, amelynek elkészítéséhez langyos tejben felfuttatott élesztőt használnak.

## Története
A bejgli eredetileg Szilézia vidékéről származik: ez a sziléziai kalácsfajta a 14. század óta ismert Európában. Az elmaradhatatlan karácsonyi sütemény neve német eredetű és annak eredetileg hajlított, patkó alakú formájából származik. A bejgli (németül beugen = meghajlít, mohnbeugel = mákos kifli/bejgli) osztrák közvetítéssel érkezett hazánkba és terjedt el a 19. század második felében. Magyarországon ekkortól kezdték német divat szerint ünnepelni a karácsonyt. Diós vagy mákos patkó változatban is ismert. Kezdetben családi ünnepek süteménye volt, majd a reformkortól kezdve fokozatosan felváltotta a hagyományos karácsonyi kalácsot.
„Posonyi finom mákos kaláts” néven szerepel Czifray István 1830-ban megjelent Magyar nemzeti szakácskönyvében.
„Készüljön bár omlós, avagy egyszerű kelt tésztából, legyen a tölteléke dúsabb vagy soványabb, mindig büszkesége a ház úrnőjének, akkor is, ha nem ő maga készítette, hanem a cukrásztól hozatta” – Magyar Elek: Ínyesmester szakácskönyve (1932).
Magyar Elek Pozsonyban kóstolta meg először a Pozsonyi kifli ott kialakult változatát, azaz a „bejglit“:

„Nekem például a béke éveiben karácsonynál sokkal jobban ízlett a dióspatkó április végén, amikor tudniillik rendszerint Pozsonyba utaztam a lóversenyekre és soha el nem mulasztottam, hogy jókora csomag diós süteményt ne hozzak magammal Wendlertől, a nagyhírű pejglisütőmestertől…”

Az étel neve Lengyelországban makowiec (mákos kalács), makownik, illetve strucla z makiem (mákos tekercs). A magyarországihoz hasonlóan készül és ízesítik, és szintén tradicionális karácsonyi sütemény. Ismert azonban mandulás változata is, és szokás a tetejét karamellával, mákszemekkel vagy kandírozott narancshéjjal díszíteni. A keresztény hagyományok alapján a mák és a máktöltelék ugyancsak a bőség jele Lengyelországban. A népi hiedelem szerint a szenteste fogyasztott mák boldogságot hoz, a lányoknak pedig gyors férjhezmenetelt biztosít.

## Fordítás
- Ez a szócikk részben vagy egészben a Makowiec_(ciasto) című lengyel Wikipédia-szócikk ezen változatának fordításán alapul.  Az eredeti cikk szerkesztőit annak laptörténete sorolja fel. Ez a jelzés csupán a megfogalmazás eredetét és a szerzői jogokat jelzi, nem szolgál a cikkben szereplő információk forrásmegjelöléseként.